# 素鵞神社 (湯河原町)
素鵞神社（すがじんじゃ）は、神奈川県湯河原町吉浜（よしはま）にある神社。湯河原町の東部、吉浜海岸（吉浜海水浴場）がある吉浜地区の中心的な神社である。
1620年（元和6年）12月11日創建。明治時代に同じ吉浜地区の稲荷神社・熊野神社を合併したが、戦後に分離した。
「飾り屋台」が湯河原町指定の有形民俗文化財に、また「鹿島踊り」（吉浜の鹿島踊り）が神奈川県指定・国選択の無形民俗文化財となっている。

## 祭神
- 須佐之男神
- 伊弉諾尊
- 伊弉冊尊

## 文化財
- 素鵞神社 飾り屋台（町指定有形民俗文化財[2]）
- 吉浜の鹿島踊り（県指定/国選択無形民俗文化財[3]）
- 道祖神

## 祭事
- 元旦祭 : 1月1日
- どんど焼 : 1月15日
- 節分祭 : 2月節分
- 祈年祭（春祭り） : 3月21日
- 例大祭 : 8月1日
- 七五三祝 : 11月15日
- 新嘗祭 : 11月23日
- 大祓い : 12月31日

## アクセス
- 箱根登山バス : バス停「吉浜交番前」と「海の家」の狭間。徒歩1分。